# Litteraturåret 2005

## Händelser
- 12 december – 60-årsjubileet för Mumintrollet firas.[1]

### Okänt datum
- Inom ramen för en planerad utgåva om 10 band (i 14 böcker) av den österrikiske modernisten och gränsöverskridaren Gerhard Rühms samlade verk utkommer band 1.1 och 1.2: gedichte (Parthas Verlag, Berlin).

## Priser och utmärkelser
- Nobelpriset – Harold Pinter, Storbritannien[2]
- Augustpriset
  - Skönlitterär bok: Monika Fagerholm för Den amerikanska flickan (Albert Bonniers Förlag)
  - Fackbok: Lena Einhorn för Ninas resa (Bokförlaget Prisma)
  - Barn- och ungdomsbok: Bo R. Holmberg och Katarina Strömgård för Eddie Bolander & jag (Rabén & Sjögren)
- ABF:s litteratur- & konststipendium – Mats Berggren
- Aftonbladets litteraturpris – Mats Kolmisoppi
- Aniarapriset – Monika Fagerholm
- Astrid Lindgren-priset – Jujja Wieslander
- Axel Hirschs pris – Torsten Ekbom och Svante Nordin
- Bellmanpriset – Eva Ström
- BMF-plaketten – Stieg Larsson för Män som hatar kvinnor
- BMF-Barnboksplaketten – Åke Edwardson för Samurajsommar
- Borås Tidnings debutantpris – Ida Börjel för Sond
- Cikada-priset – Kaneko Tôta, japansk poet (född 1919)
- Corine – Internationaler Buchpreis – P.O. Enquist
- Dan Andersson-priset – Saxdalens manskör
- De Nios Stora Pris – Klas Östergren
- De Nios Vinterpris – Cecilia Davidsson, Anders Paulrud och Fredrik Sjöberg
- De Nios översättarpris – Camilla Frostell, Ervin Rosenberg och Maria Ekman
- Disapriset – Ulf Danielsson
- Doblougska priset – Lars Lönnroth och Steve Sem-Sandberg, Sverige samt Hans Herbjørnsrud och Tone Hødnebø, Norge
- Ekelöfpriset – Bengt Emil Johnson
- Elsa Thulins översättarpris – Magnus Hedlund
- Emil-priset – Ulf Stark
- En bok för allas litterära humorpris – Marjaneh Bakhtiari för Kalla det vad fan du vill
- Franz Kafka-priset – Harold Pinter
- Gerard Bonniers pris – Eva Österberg
- Gerard Bonniers essäpris – Ingrid Elam
- Gerard Bonniers lyrikpris – Eva Ström för Rött vill till rött
- Gleerups skönlitterära pris – Klas Östergren
- Gleerups facklitterära pris – Svante Nordin
- Goethepriset – Amos Oz
- Gun och Olof Engqvists stipendium – Leif Zern
- Gustaf Frödings stipendium – Johanna Nilsson
- Gustaf Fröding-sällskapets lyrikpris – Agneta Pleijel
- Göteborgs-Postens litteraturpris – Monika Fagerholm
- Göteborgs Stads författarstipendium – Christine Falkenland och Mats Kolmisoppi
- Hedenvind-plaketten – Ing-Marie Eriksson
- Ivar Lo-priset – Tony Samuelsson
- Jerusalempriset – António Lobo Antunes
- John Landquists pris – Lars Lönnroth
- Kallebergerstipendiet – Johannes Anyuru
- Karin Boyes litterära pris – Johanna Nilsson
- Karl Vennbergs pris – Magnus William-Olsson
- Katapultpriset – Ida Börjel för Sond
- Kellgrenpriset – Yvonne Hirdman
- Kungliga priset – Inge Jonsson
- Landsbygdens författarstipendium – Robert Kangas
- Letterstedtska priset för översättningar – Ola Wikander för Kanaaneiska myter och legender
- Litteraturklubbens stora litteraturpris – Jan Berglin för Berglinska tider
- Litteraturpriset till Astrid Lindgrens minne – Ryôji Arai och Philip Pullman
- Lotten von Kræmers pris – Sven-Eric Liedman
- Lundequistska bokhandelns litteraturpris – Kjell Eriksson
- Lydia och Herman Erikssons stipendium – Kristian Lundberg
- Man Booker International Prize – Ismail Kadare, Albanien
- Maria Gripe-priset – Annika Thor
- Moa-priset – Ulrika Knutson
- Nordiska rådets litteraturpris – Sigurjón Birgir Sigurðsson för Sjón
- Prix Femina Étranger – Joyce Carol Oates
- Schückska priset – Staffan Bergsten
- Signe Ekblad-Eldhs pris – Ulf Eriksson
- Siripriset – Carola Hansson för Mästarens dröm
- Stiftelsen Selma Lagerlöfs litteraturpris – Birgitta Stenberg
- Stig Carlson-priset – Eva B. Magnusson
- Stig Dagermanpriset – Göran Palm
- Stig Sjödinpriset – Mikael Wiehe
- Svenska Akademiens nordiska pris – Göran Sonnevi, Sverige
- Svenska Akademiens tolkningspris – Paul Berf
- Svenska Akademiens översättarpris – Hans Berggren
- Svenska Dagbladets litteraturpris – Jesper Svenbro för Himlen och andra upptäckter
- Sveriges Essäfonds pris – Mustafa Can
- Sveriges Radios Novellpris – Klas Östergren för novellen En kniv i ryggen: Om påhittad otrohet
- Sveriges Radios Lyrikpris – Anne-Marie Berglund
- Sveriges Radios Romanpris – Lotta Lotass för Tredje flykthastigheten
- Tegnérpriset – Tommy Olofsson
- Tidningen Vi:s litteraturpris – Mirja Unge
- Tollanderska priset – Irmelin Sandman Lilius
- Tucholskypriset – Samir El-Youssef, Palestina
- Årets bok-Månadens boks litterära pris – Karin Alvtegen
- Österrikiska statens pris för europeisk litteratur – Claudio Magris
- Övralidspriset – Jesper Svenbro

## Nya böcker

### A – G
- Beat av Gunnar Harding och Per Planhammar
- Bert och kalla kriget av Anders Jacobsson och Sören Olsson[3]
- Berättaren av Peter Kihlgård
- Boken om Lotta på Bråkmakargatan av Astrid Lindgren (postumt)[4]
- Box 21 av Roslund & Hellström
- Caipirinha med Döden av Maria Ernestam
- Carolus Rex av Ernst Brunner
- Dagboken av Laura Trenter
- De 120 dagarna i Sodom eller Liderlighetens skola av markis de Sade
- Det är 1988 och har precis börjat snöa av Sigge Eklund
- Den vördade av David Eddings
- Det finns en särskild plats i helvetet för kvinnor som inte hjälper varandra av Liza Marklund
- Dominans av Björn Hellberg
- Dorés bibel av Torgny Lindgren
- Ego girl av Carolina Gynning
- Emilias fyrverkeri av Anna Dunér
- En märklig affär 2005 – Strange Affair av Peter Robinson
- Explosivt byte – Eleven on Top av Janet Evanovich
- För att lämna röstmeddelande, TRYCK STJÄRNA av Bodil Malmsten
- Försvinnarna av Jerker Virdborg
- Gangsters av Klas Östergren

### H – N
- Harry Potter and the Half-Blood Prince av J.K. Rowling
- I min ungdom speglade jag mig ofta av Per Gunnar Evander
- Indianhår av Friederike Mayröcker
- Konsten att vara snäll av Stefan Einhorn
- Kungsholmsmorden av Lars Bill Lundholm
- Linda - som i Lindamordet av Leif G.W. Persson
- Minnessamlaren av Torbjörn Säfve
- Min plats i ljuset av Terje Hellesø
- Män som hatar kvinnor av Stieg Larsson[5]
- Mörkertal av Arne Dahl

### O – U
- Oceanen av Göran Sonnevi
- Pinos födelsedag av Eva Pils, Agneta Norelid och Kenneth Anderson
- Pinos lekpark av Eva Pils, Agneta Norelid och Kenneth Anderson
- Reginas sång av David och Leigh Eddings
- Rovfåglarnas tid av Elisabet Nemert
- Samma gamla visa av Anna Charlotta Gunnarson
- Sekten av Peter Pohl
- Skam av Karin Alvtegen[5]
- Stenhuggaren av Camilla Läckberg
- Stjärnorna har stuckit hål på himlen av Carina Karlsson
- Sune och syster vampyr av Anders Jacobsson och Sören Olsson[6]
- Urblå natt : den 3:e retrogardistiska diktantologin, poesiantologi

### V – Ö
- Vattnets bok av Lars Andersson
- Vren: de glömda rummen av Lotta Olivecrona
- Westwärts 1 & 2 (ny utvidgad utgåva) av Rolf Dieter Brinkmann
- Svart fjäril av Anna Jansson
- Äldre gudar av David Eddings

## Avlidna
- 15 januari – Sven Christer Swahn, 71, svensk författare, översättare och litteraturvetare.
- 29 januari – Ephraim Kishon, 80, israelisk humorist och författare.
- 30 januari – Karl-Gustaf Hildebrand, 93,svensk ekonomisk historiker, författare, psalmförfattare.
- 10 februari – Arthur Miller, 89, amerikansk författare.
- 20 februari – Hunter S Thompson, 67, amerikansk författare.
- 24 mars – Mare Kandre, 42, svensk författare.
- 5 april – Saul Bellow, 89, amerikansk författare, nobelpristagare 1976.
- 9 april
  - Andrea Dworkin, 58, amerikansk författare.
  - Yvonne Vera, 40, zimbabwisk författare.
- 26 april – Augusto Roa Bastos, 87, paraguayansk författare.
- 27 maj – Max Lundgren, 68, svensk ungdomsboksförfattare.
- 11 juni – Juan José Saer, 67, argentinsk författare.
- 18 juni – Hans Nestius, 69, svensk författare och journalist.
- 6 juli
  - Evan Hunter, alias Ed McBain, 78, amerikansk deckarförfattare.
  - Claude Simon, 91, fransk författare, nobelpristagare 1985.
- 20 juli - James Doohan, 85, kanadensisk skådespelare och författare.
- 6 augusti – Vizma Belševica, 74, lettisk författare.
- 16 oktober – Inger Wahlöö, 75, svensk journalist och författare.
- 17 oktober – Ba Jin, 100, kinesisk författare.
- 25 oktober – Roland Schütt, 92, svensk författare.
- 26 oktober – Anna Westberg, 59, svensk journalist och författare.
- 31 oktober – Carl Zetterström, 55, svensk författare.
- 3 november – Kent Andersson, 71, svensk skådespelare, manusförfattare och dramatiker.
- 5 november – John Fowles, 79, brittisk författare
- 9 december – Robert Sheckley, 77, amerikansk science fiction-författare.
- 24 december – Georg Johannesen, 74, norsk författare och professor i retorik.

### Fotnoter
1. ↑   När Var Hur 2007. DN
2. ↑  ”Nobelpriset i litteratur”. https://www.nobelprize.org/prizes/lists/all-nobel-prizes-in-literature/. Läst 20 mars 2011.
3. ↑  Bert Arkiverad 18 augusti 2010 hämtat från the Wayback Machine.
4. ↑  ”Astrid Lindgren”. http://www.astridlindgren.se/verken/bocker/samlingsvolymer. Läst 21 mars 2011.
5. 1 2  Gradvall, Nordström, Nordström, Rabe, Jan, Björn, Ulf, Anina. Tusen svenska klassiker. Norstedts Förlagsgrup. Läst 12
6. ↑  ”Sune och syster vampyr / Sören Olsson och Anders Jacobsson”. Libris. Kungliga Biblioteket. https://libris.kb.se/bib/9863627. Läst 1 maj 2024.